# 肖惠宁
肖惠宁，加拿大籍华人，加拿大工程院院士。先后任曼彻斯特大学教授、新布朗斯克大学教授，主要从事功能高分子的合成等方面的研究。入选中华人民共和国教育部第七批"长江学者"特聘教授。《Journal of Bioresources and Bioproducts》主编。